# Therese Ammon

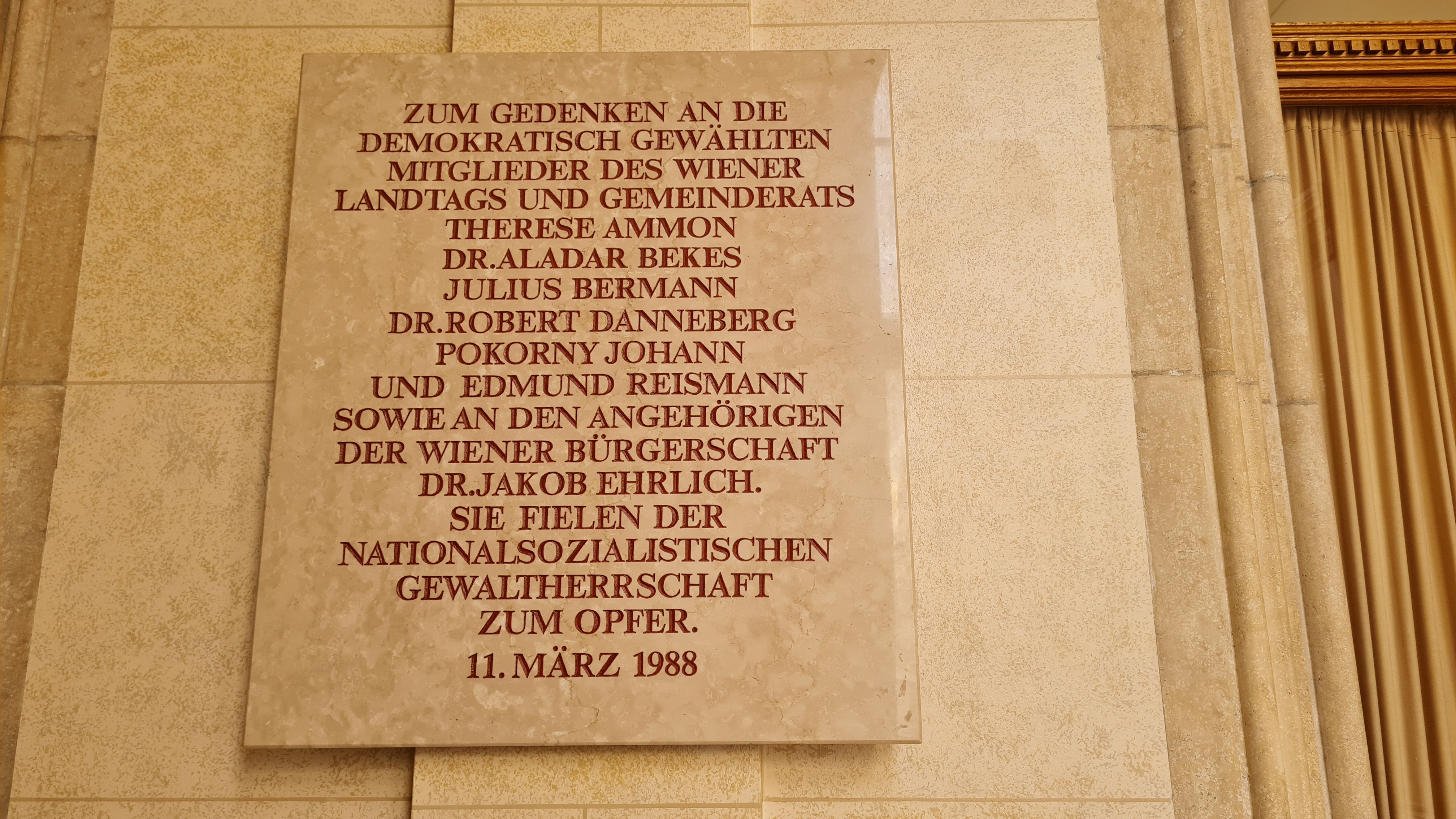
Gedenktafel für Therese Ammon und andere NS-Opfer

Therese Ammon (geb. 1. August 1877 in Wien; gest. 1944 im Ghetto Theresienstadt oder im KZ Buchenwald) war eine österreichische Schneiderin, Politikerin der Sozialdemokratischen Arbeiterpartei Österreichs und von 1927 bis 1934 Mitglied des Wiener Gemeinderats.

## Leben
Therese Ammon wuchs in einer Wiener Arbeiterfamilie auf. Mit 14 Jahren begann sie eine Lehre zur Schneiderin. Im Alter von 16 bekam sie nach eigenen Angaben durch einen Freund Kontakte zur sozialdemokratischen Bewegung und machte sich „durch gute Bücher mit dem Gedanken des Sozialismus vertraut.“ 1912 wurde sie Kassierin der sozialdemokratischen Frauenorganisation. Während des Ersten Weltkriegs arbeitete sie als Rechercheurin für die Hilfsaktion ihrer Partei, ab 1918 als „Obmännin der Frauen“ sowie in der Bezirksvertretung von Leopoldstadt. 1927 wurde sie zur Wiener Gemeinderätin gewählt und blieb es bis 1934. Nach dem Verbot der Sozialdemokratie und der Errichtung der austrofaschistischen Diktatur unter Dollfuß kam Ammon erstmals im Februar/März 1934 in Haft (sogenannte "Anhaltehaft"). 
Ammon gehörte zu den Personen, die in Österreich in den Jahren 1933 bis 1945 aufgrund ihres Widerstands zum Nationalsozialismus verfolgt wurden. Nach dem Anschluss Österreichs wurde sie ins Ghetto Theresienstadt  (laut Kurt Bauer nach Buchenwald) deportiert und 1944 ermordet.
Vor dem Sitzungssaal des Gemeinderates im Wiener Rathaus erinnert seit 11. März 1988 eine Gedenktafel für Gemeinderäte, die von den Nationalsozialisten ermordet wurden, an Therese Ammon.